# Нівиська-Гурне
Нівиська-Гурне (пол. Niwiska Górne) — село в Польщі, у гміні Паєнчно Паєнчанського повіту Лодзинського воєводства.
Населення — 356 осіб (2011).
У 1975-1998 роках село належало до Ченстоховського воєводства.

## Демографія
Демографічна структура станом на 31 березня 2011 року:
|          | Загалом | Допрацездатний вік | Працездатний вік | Постпрацездатний вік |
| -------- | ------- | ------------------ | ---------------- | -------------------- |
| Чоловіки | 184     | 43                 | 115              | 26                   |
| Жінки    | 172     | 39                 | 89               | 44                   |
| Разом    | 356     | 82                 | 204              | 70                   |